# خوزه لوئیس ویارئال
خوزه لوئیس ویارئال (انگلیسی: José Luis Villarreal؛ زادهٔ ۱۷ مارس ۱۹۶۶) بازیکن فوتبال اهل آرژانتین است.
از باشگاه‌هایی که در آن بازی کرده‌است می‌توان به باشگاه فوتبال ریور پلاته، باشگاه فوتبال پاچوکا، باشگاه فوتبال اتلتیکو مادرید، باشگاه فوتبال بوکا جونیورز، باشگاه فوتبال استودیانتس، و باشگاه ورزشی مون‌پلیه اشاره کرد.
وی همچنین در تیم ملی فوتبال آرژانتین بازی کرده‌است.